# مخزن أرضي
المخزن الأرضي هو بناء تحت الأرض أو تحت الأرض بشكل جزئي يستخدم في تخزين الخضروات والفواكه والمكسرات والأطعمة الأخرى.

## الوظيفة

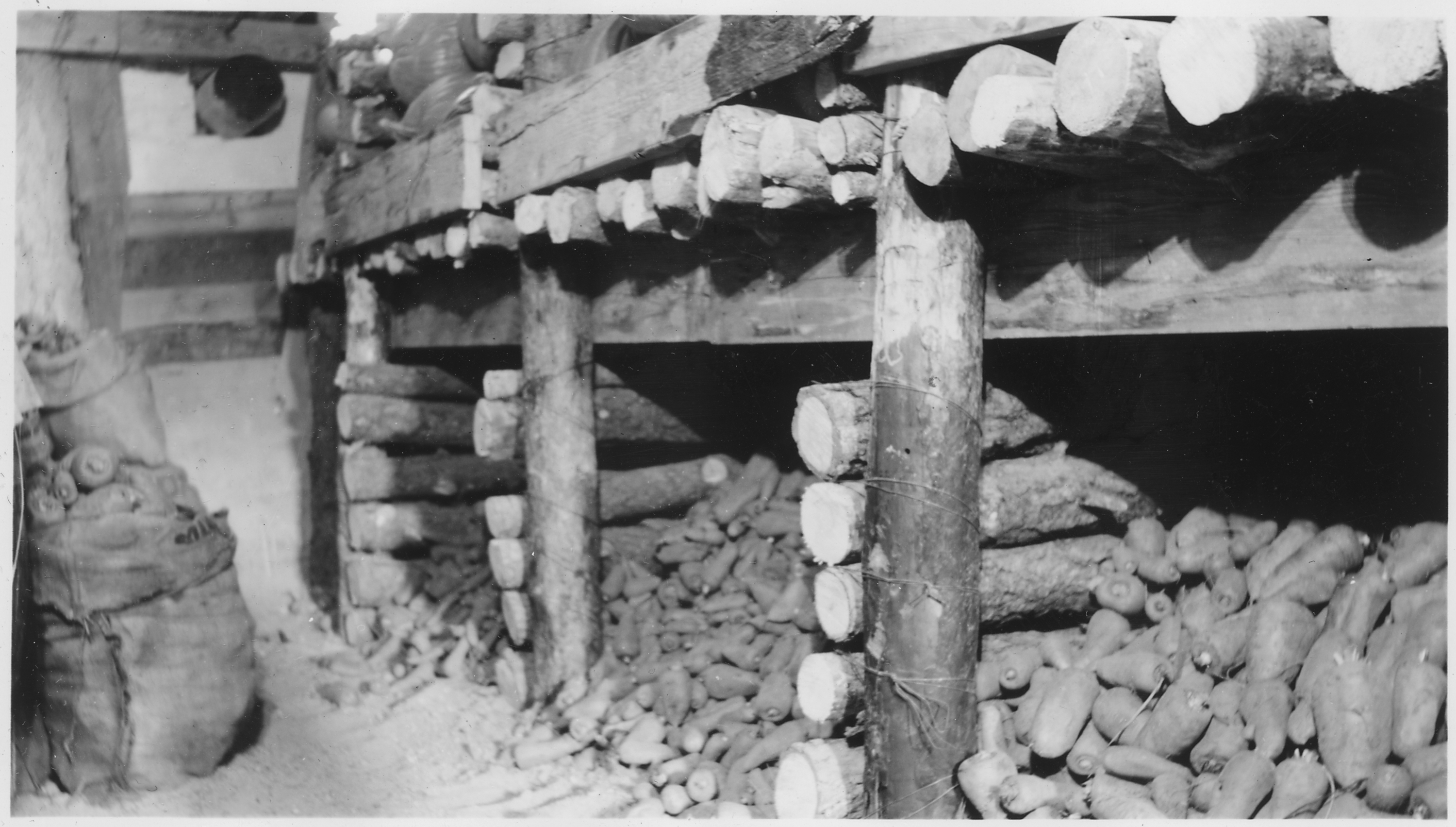
الجزء الداخلي من مخزن أرضي كبير يحتوي على محاصيل. الصورة مقدمة من المحفوظات الوطنية وإدارة السجلات بالولايات المتحدة

تستخدم المخازن الأرضية في حفظ المؤن الغذائية في درجة حرارة منخفضة ورطوبة ثابتة. وهي تحافظ على الطعام من التجمد في الشتاء، وتحافظ على برودته في شهور الصيف لمنع تلفه. وفي المعتاد، تحفظ مجموعة من الخضروات في المخازن الأرضية في الخريف، بعد حصادها. ومن الاستخدامات الثانوية للمخازن الأرضية كونها مكانًا مناسبًا لتخزين النبيذ أو المشروبات الكحولية المصنوعة في المنزل.
وتشمل الخضروات المخزنة في المخازن الأرضية بشكل أساسي البطاطس واللفت والجزر. وتشمل المؤن الغذائية التي تحفظ في المخازن الأرضية في شهور الشتاء البنجر والبصل والمعلبات/المربى واللحوم المملحة وسمك الترس المملح والرنجة المملحة والقرع والملفوف. ويسمى مخزن البطاطس في بعض الأحيان حظيرة البطاطس أو مستودع البطاطس.
تست
تستخدم المخازن الأرضية المنعزلة من وقت إلى آخر في تخزين الفواكه مثل التفاح. وتخزن المياه والخبز والزبدة والحليب والقشدة في بعض الأوقات في المخازن الأرضية كذلك. بالإضافة إلى ذلك، تحفظ خضروات السلطة واللحم الطازج وفطائر المربى أيضًا في المخزن الأرضي في وقت مبكر من اليوم لتبقى باردة إلى حين الاحتياج إليها للعشاء.

## البناء
طرق البناء الشائعة هي:
1. الحفر في الأرض ووضع سقيفة أو منزل على المخزن (ويتم الدخول من خلال باب خفي في السقيفة).
2. الحفر في جانب تل (أسهل في إخلائه ويسهل تصريف المياه).
3. بناء هيكل على مستوى الأرض وتجميع الصخور والتراب و/أو العشب حوله وعليه. وهذا أكثر سهولة في بنائه في المناطق الصخرية؛ إذ يكون الإخلاء أصعب.

تبنى أغلب المخازن الأرضية باستخدام الصخور والخشب والملاط (أسمنت) والعشب. وتبنى المخازن الجديدة من الخرسانة التي يعلوها العشب.